# Тунсинь
Тунси́нь (кит. упр. 同心, пиньинь Tóngxīn) — уезд городского округа Учжун Нинся-Хуэйского автономного района (КНР).

## История
После того, как царство Цинь завоевало все остальные царства и создало первую в истории Китая централизованную империю, в результате похода против северных кочевников были захвачены эти земли, которые были включены в состав округа Бэйди (北地郡). При империи Хань здесь был образован уезд Саньшуй (三水县) округа Аньдин (安定郡). Во II веке эти места были захвачены гуннами, и надолго перешли под власть кочевников.
При империи Северная Вэй китайские войска вновь завоевали эти места. При империи Суй здесь были созданы уезды Талоу (他楼县) и Минша (鸣沙县). В XI веке эти земли вошли в состав тангутского государства Си Ся, которое в XIII веке было уничтожено монголами.
При империи Цин здесь сначала разместилась Пинъюаньская охранная тысяча (（平远）守御千户所), подчинённая Гуюаньскому гарнизону (固原卫), а потом военно-административные структуры района Великой стены были преобразованы в гражданские, и эти места были подчинены области Линчжоу (灵州) провинции Ганьсу. В 1874 году был создан уезд Пинъюань (平远县).
В 1914 году уезд Пинъюань был переименован в Чжэньжун (镇戎县). В 1918 году уезд Чжэньжун был переименован в Юйван (豫旺县). В 1929 году была создана провинция Нинся, и уезд вошёл в её состав. В 1936 году в эти земли пришла китайская Красная армия, а затем их захватил Ма Хункуй, и уезд Юйван был переименован в Тунсинь.
В апреле 1954 года в составе провинции Нинся был создан Хэдун-Хуэйский автономный район (河东回族自治区), и уезд вошёл в его состав. Осенью 1954 года провинция Нинся была расформирована, и Хэдун-Хуэйский автономный район вошёл в состав провинции Ганьсу. В 1955 году Хэдун-Хуэйский автономный район был переименован в Учжун-Хуэйский автономный округ (吴忠回族自治州). В 1958 году был создан Нинся-Хуэйский автономный район; Учжун-Хуэйский автономный округ был расформирован, и уезд перешёл в прямое подчинение властям Нинся-Хуэйского автономного района. В 1972 году в составе Нинся-Хуэйского автономного района был создан Округ Иньнань (银南地区), и уезд вошёл в его состав. В 1998 году округ Иньнань был преобразован в городской округ Учжун.

## Административное деление
Уезд делится на 7 посёлков и 4 волости.